# Nicolae Grant
Nicolae Grant (n. 1868, București; d.1950, Câmpulung Muscel, județul Argeș) a fost un pictor român. 
A fost fiul lui Effingham Grant, un diplomat, om de afaceri și filantrop, născut în Marea Britanie și stabilit ulterior în România. 
Fiii lui Nicolae Grant, Petre și Șerban au fost jucători de hochei pe gheață pentru echipa națională a României.

## Ascendențe familiale
Nicolae Grant a fost fiul scoțianului Effingham Grant [1820-1892], secretar la Consulatul Britanic din Țara Românească, în perioada în care acesta era condus și coordonat de sir Robert Gilmour Colquhoun.
În anul 1850, Effingham Grant se căsătorește cu Zoe Racoviță [1827-1892], fiica lui Alexandru Racoviță și a Anei, nepoata lui Constantin (Dinicu) Golescu. Astfel el ajunge proprietarul Palatului Belvedere din București și al moșiei aferente acestuia.
Având fler în afaceri, Effingham Grant a înființat în anul 1863 „Fonderia E. Grant et comp. Belvedere“, prima turnătorie din București, iar în 1864 „Manufactura de tutun Belvedere“- primul atelier de prelucrare a tutunului din țară.       
Pasionat de flori, Effingham Grant se ocupă de plantarea și creșterea orhideelor pe un teren liber din București, care, peste timp, va deveni Strada Orhideelor.           
Mătușa lui Nicolae Grant, Mary Grant, venind în vizită în Țara Românească, la fratele său (Eff. Grant), ajunge să îndrăgească locurile și oamenii de aici și decide să se stabilească în București, unde îl cunoaște pe C.A.Rosetti [1816-1885], cu care se va căsători în anul 1847. Devenită prin căsătorie Maria Rosetti, ea a fost prima ziaristă din România (într-o perioadă când această profesiune era, exclusiv, rezervată bărbaților). 
Alături de soțul ei, Maria desfășoară o intensă activitate, susținând Revoluția de la 1848. Casa soților Rosetti, era, în epocă, loc de întâlnire pentru revoluționarii pașoptiști. Tot, Maria Rosetti  a fost sursă de inspirație pentru pictorul, sculptorul</ref> și revoluționarul pașoptist Constantin Rosenthal la realizarea, în 1850, a tabloului „România revoluționară“.

## Primii ani de viață. Copilăria
Născut în Palatul Belvedere din București, la sfârșitul lui aprilie 1868, tânărul Nicolae va fi al unsprezecelea din cei 16 copii al celor doi soți - Effingham Grant și Zoe Racoviță.
Unul din frații mai mari ai lui Nicolae, Robert Grant (al doilea copil în ordinea nașterii) a devenit inginer, fiind numit pentru o perioadă de timp, director general  al Societății Române de Construcții și Lucrări Publice. În această funcție a inițiat  construirea mai multor edificii: în capitală - Palatul Artelor (demolat, aflat pe locul unde, astăzi, este Parcul Carol I, a fost construit cu ocazia Expozițiunii Generale București 1906), Palatul Ministerului Agriculturii și Domeniilor, dar și în Iași - Teatrul Național. Cel mai cunoscut dintre aceste edificiil râmâne - Podul Grant, situat în Bucucurești, peste calea ferată: Calea Griviței - Crângași. Podul a fost botezat Effingham Grant sau mai simplu Podul Grant, în onoarea diplomatului scoțian stabilit în Țara Românească.
Pasiunea pentru pictură, i-a fost insuflată micului Nicolae de la o vărstă fragedă, din familie. 
Pe de o parte, el moștenește dragostea pentru frumos și pentru artă de la tatăl său. Pasionat de antichități, Effingham Grant a deschis pe Calea Victoriei, colț cu strada Amzei din București, un magazin de artefacte, aduse din Extremul Orient.   
Pe de altă parte, la împlinirea a 8 ani, Nicolae primește în dar de la mătușa sa, Maria Rosetti, pensule și o cutie cu acuarele. Acesta este un moment de cotitură, în care copilul își descoperă plăcerea de a picta, pasiune care nu l-a mai părăsit niciodată și căreia i s-a dedicat total. 

## Studii
- Școala de Arte Frumoase, București, România. A studiat cu: Theodor Aman, Gheorghe Tattarescu, Jean-Léon Gérôme.

## Studii în Franța
Tânărul Nicolae este înscris de familia sa, cu posibilități financiare deosebite, la studii în școli de prestigiu din Franța. Astfel, după a frecventat Pensionatul de băieți din Neuilly (1876-1878), a urmat cursuri la liceele din Tours (unde îl va cunoaște pe istoricul, publicistul, membru de onoare al Academiei Române și participant la Revoluția din 1848, din Țara Românească - Jean Henri Abdolonime Ubicini⁠(d)), din Montpellier și din Auteuil.    

## Revenirea în țară. Înscrierea la „Școala de Arte Frumoase” din București.
În anul 1883, atunci când revine în țară, împreună cu familia, Nicolae Grant va urma cursurile Școlii de Arte Frumoase (1884-1885) din București, împotriva voinței tatălui său care își dorea ca fiul său să umeze „științele bancare“. Aici, va fi inițiat în artele plastice de către profesorii săi, mari maeștri ai penelului: Theodor Aman și Gheorghe Tattarescu.    
Tânărul Nicolae își face prieteni printre colegii de studiu, preferându-i, mai ales, pe Nicolae Vermont și pe Ipolit Strâmbu (întâlnit și ca Hipolit, Strâmbescu, Strâmbulescu). 

## Student al „Ѐcole Nationale Supérieure des Beaux-Arts” din Paris
În toamna anului 1885, Nicolae Grant decide să-și continue studiile la Paris unde urmează cursurile Școlii de Arte Decorative, sub îndrumarea sculptorului și pictorului francez, Hector Lemaire. Acesta îl pregătește pentru exigentul examen de admitere la Ѐcole Nationale Supérieure des Beaux-Arts, unde Grant se clasează în primii 10 suplimentari din totalul de 410 candidați.
Tot aici, la Paris, în calitate de student al Ѐcole Nationale Supérieure des Beaux-Arts, îl cunoaște pe celebrul pictor și sculptor, Jean Léon Gérôme [1824-1904] și are onoarea de a fi acceptat ca practician în atelierul său, frecventat doar de cei mai talentați studenții ai săi.
Jean Léon Gérôme era adept al stilului academic în pictură și în sculptură. Considerat de istoricii de artă „o manieră ce cultivă un ideal de frumusețe rece și convențională“, stilul academic sau academiismul reprezintă un stil în pictură și în sculptură produs sub influența academiilor europene de artă.
Manifestat cu mai multă intensitate, în Franța secolului al XIX-lea în cadrul Ѐcole Nationale Supérieure des Beaux-Arts, stilul academic este adoptat de mai mulți pictori ai vremii. Reprezentantul de seamă al acestui stil artistic este, potrivit istoricilor de artă, Jean Léon Gérôme (mentorul și profesorul lui Nicolae Grant) cel căruia îi datorăm în mare parte, faptul că pictura academică, inspirată din scene istorice sau din cele mitologice grecești, atinge în timpul său expresia artistică deplină.       
Ca student la Ѐcole Nationale Supérieure des Beaux-Arts din Paris, tânărul Nicolae devine un bun cunoscător al curentelor moderne ale artei plastice, îmbrățișând curentul plein-air-ului. 
Situate la marginea Parisului, castelul Fontainebleau și pădurea din jurul acestuia - fostul parc regal de vânătoare (incluse în anul 1981, în Patrimoniul Mondial  UNESCO) oferea tinerilor pictori de la Ѐcole Nationale Supérieure des Beaux-Arts, printre care se număra și Nicolae Grant, ocazia să-și exerseze talentul și să-și exprime într-un mod realist-romantic, sentimentele sale pe pânză, prin intermediul vopselurilor în ulei.
În timpul anilor de studii din capitala Franței, Nicolae Grant, la doar 18 ani, va expune în cadrul „Salonului pictorilor francezi“ „un efect de lampă în sepie, pictat în salonul Mariei Rosetti“. Acest tablou a fost inspirat din școala olandeză de pictură, care avea o tradiție în acest gen artistic - natura statică (natură moartă), care prezintă elemente neînsuflețite (fructe, flori, diverse obiecte) organizate de artist într-un cadru clar definit, încărcate cu o semnificație simbolică.
„O natură statică (natură moartă) autentică se naște în ziua în care un pictor ia decizia fundamentală de a alege ca subiect și de a organiza un grup de obiecte într-o entitate plastică. Că, în funcție de timpul și de mediul în care lucrează, le încarcă cu tot felul de aluzii spirituale, nu schimbă nimic în designul său artistic profund: acela de a ne impune emoția sa poetică în fața frumuseții pe care a văzut-o. în aceste obiecte și asamblarea lor.“ (definiție dată de criticul de artă, Charles Sterling, în „Natura moartă din Antichitate până în zilele noastre”)
În vacanțele de vară, din perioada 1886-1887, petrecute tot în Franța, tânărul pictor Nicolae Grant își dedică, o bună parte din timp, realizării de crochiuri, studii în acuarelă sau în ulei și peisaje, oferite generos de natura superbă din jurul capitalei franceze, dar și de Pădurea Fontainebleau.

## Prima revenire în țară. Moartea părinților săi.
În 1892, revine în țară, la Golești, județul Mușcel, unde va continua să picteze, fiind inspirat de frumusețea locurilor.
Pe 9 noiembrie 1892, la 65 de ani, mama sa, Zoe Grant (fostă Racoviță) a decedat, iar la numai două săptămâni (pe 24 noiembrie), de durere, în urma pierderii soției sale, se stinge și Effingham Grant, tatăl tânărului pictor.
Profund îndurerat de pierderea părinților săi, Nicolae Grant decide să se refugieze în muncă, iar anul următor, în 1893, la 25 de ani, va expune la Ateneul Român din București mai multe tablouri, în cadrul unei expoziții personale.
Unul dintre tablourile expuse - „o pânză cu vișine împrăștiate pe o față de masă albă” l-a plăcut mult pictorului român, aflat la maturitatea sa artistică - Nicolae Grigorescu. Acesta l-a felicitat pe tânărul artist, iar Nicolae Grant, în semn de recunoștință, i-a oferit tabloul în dar.
Împreună cu prietenul său, Theodor Pallady, în 1893, se întoarce în Franța unde vizitează Coastele Nordului și Finisterul, Val-André, insula Bréhat și Port Aven, din provincia Bretania. Impresionați de frumusețea peisajului, tinerii pictori străbat această zonă pitorească pe bicicletă, cu șevaletul și pensulele în tolbă.
Aici, în provincia Bretania, timp de trei ani, Nicolae Grant se va dedica total pasiunii sale, pictând o serie de tablouri, sub influența impresionismului, în vogă în epocă.

## A doua revenire în țară. Căsătoria sa cu Alexandrina Bengescu
Revine în țară, în 1896, fiind preocupat de organizarea unei expoziții personale, programate la Ateneul Român pentru anul 1898. Expoziția trebuia să cuprindă toate tablourile reprezentative pictate de el, până atunci – tablori în ulei sau în acuarelă, reprezentând naturi moarte sau peisaje din țară ori din provinciile franceze.
Expoziția a fost încununată de succes, tânărul pictor Nicolae, în vârstă de 30 de ani, fiind elogiat de criticii de artă, dar și de personalitățile ce au luat parte la eveniment, între care se afla și viitoarea lui logodnică, Alexandrina Bengescu.
Alexandrina Bengescu [1873-1933], fiica scriitorului și academicianului George Bengescu, se va căsători cu pictorul Nicolae Grant, în anul 1898, în București, la Biserica Kretzulescu - ridicată în perioada 1720-1722, ctitorie a marelui logofăt Iordache Kretzulescu și a soției lui Safta (una dintre cele șase fete ale domnului Țării Românești, Constantin Brâncoveanu).
Tânăra familie nou-constituită pleacă într-un voiaj de nuntă în Franța. Ulterior, își vor prelungi șederea în această țară, datorită apariției unui nou membru în familie – Georges, fiul lor. 
În timpul șederii în Franța, de aproape cinci ani (1898-1902) Nicolae Grant va expune, în fiecare an, în expoziții (Salonul Societății Naționale de Belle Arte și Salonului Societății pictorilor francezi), tablourile sale – cu peisaje din Bretania, devenind un cunoscut artist plastic.
Din dorința de a asigura un trai cât mai bun familiei sale, Grant abordează și arta decorativă, realizând în scop comercial, reclame pentru ciocolata „Meunier” și pentru pianele „A. Bord“.

## A treia revenire în țară. Boala de plămâni a soției sale, Alexandrina
În anul 1903, Nicolae Grant se întoarce în țară și va participa la expozițiile organizate de Ateneul Român. Dar, din nefericire, soția lui se îmbolnăvește de plămâni, fiind nevoită să se trateze fie la Câmpulung, fie în Elveția. Va alege, Câmpulungul, deoarece aerul de aici era extrem de benefic, pentru ameliorarea bolii de plămâni.  
Preocupat de sănătatea soției, timpul acordat picturii este din ce în ce mai limitat. 
Expune, anual, în cadrul expozițiilor organizate de Societatea „Tinerimea Artistică“,  printre ai cărei membrii fondatori se numără, alături de Constantin Artachino, Kimon Loghi, Ștefan Luchian, G.D. Mirea, Gheorghe Pătrașcu, Ștefan Popescu, Oscar Spethe, Ipolit Strâmbu(Strâmbulescu), Frederic Storck, Nicolae Vermont și Arthur Verona. 
În toamna anului 1909, Nicolae Grant decide să cumpere o vilă în Câmpulung Muscel, datorită faptului că aerul de aici era bun, tonic pentru afecțiunea de plămâni a soției sale. După ce o amenajează în iarna anului 1910, în primăvara aceluiași an se mută în vila (numită de localnici, Vila Grant), ce va deveni timp de 25 de ani un loc propice pentru creație, dar și pentru relaxarea familiei pictorului.       
În anul 1935, familia Grant este nevoită să renunțe la această vilă, datorită ipotecilor ce grevau asupra ei și o vinde Băncii Naționale a României, care o transformă în casă de vacanță pentru angajații săi, ulterior i se dă o altă destinație, clădirea devenind preventoriu TBC.    
Nevoit să rezolve problema unei locuințe, Nicolae Grant va cumpăra, din banii de zestre ai soției sale, o moșie (8 ha) de vie, la Văleni-Podgoria (lângă Golești), unde va construi o casă de vacanță.
Intrarea României în Primul Război Mondial (1916-1919) îi determină pe cei doi soți Grant să se retragă în București. Aici,  Nicolae Grant pictează decoruri interioare în saloanele marilor boieri ai vremii și realizează numeroase portrete unor personalități din înalta societate bucureșteană.
După terminarea războiului, Nicolae Grant se întoarce la Câmpulung, unde își găsește vila devastată de ocupanții germani, care furaseră întreaga colecție de arme orientale, dar și tablourile pictate de el în Franța.   
La 23 martie 1933, se stinge din viață Alexandrina, soția sa. Intelectuală rafinată, pasionată de artele plastice, ea își susținuse, permanent, soțul în demersurile sale artistice.
După moartea soției, Nicolae Grant nu se mai regăsește. Își găsește parțial liniștea sufletească, după ce se recăsătorește la 10 decembrie 1937, cu franțuzoaica Charlotte Rouby, o prietenă de familie.     

## Creația plastică a pictorului Nicolae Grant
Iubitor de natură și îndrăgind Câmpulungul și oamenii săi, Nicolae Grant a imortalizat în  desene, în acuarele și în picturi, scene de viață din Câmpulung: 
- „Torcând pe Gruiu“, ulei [1935]; 
- „Spălătorese la Râul Târgului“, ulei [1935]; 
- „Cioban din Muscel“, desen [1920]; 
- „Țărancă cu surtuc torcând“, desen [1920]; 
- „Țărancă intrând în Biserica Șubești“, acuarelă [1918];        
- „Dascăl slujind în Biserica Șubești“, acuarelă [1918];        
- „Olarul din Câmpulung-Muscel“, acuarelă [1912];
- „Torcând în fața bisericii“ [1912].

Pentru a-și găsi inspirația, călătorește prin țară în locuri pitorești: Rășinari [1921]; Bran [1927]; Balcic[1929]; Izvoru-Argeș [1935] – unde a fost primit de verișoara sa Elena Perticari – Davila; Horezu [1937]; Novaci [1938]; Oești [1939-1940], Tutana [1940].      
Nicolae Grant se remarcă în pictura unor interioare, ce evocă, pe deplin, atmosfera de familie: „Colțul bunicii“, acuarelă [1941]; „Interior cu  efect de lampă“, acuarelă [1942]; „Divanul albastru“, ulei [1946].
Talentul său de pictor, dar și atenția la detalii iese în evidență și în realizarea portretelor:
-„Alexandrina N. Grant“, acuarelă [1903];
-„Alexandrina N. Grant în costum oriental“, desen în trei creioane [1912]; 
-„Georges N. Grant la 5 ani“, ulei [1904];
-„Charlotte N. Grant“ desen în trei creioane [1925].
Atât publicul, cât și criticii de artă sunt unanimi în a recunoaște talentul de peisagist al lui Nicolae Grant, atât de mult exersat în peregrinările sale în țară sau în Franța, cu nelipsitul său „șevalet de călătorie“.
Se remarcă, în mod deosebit, tablourile: 
-„Tinda Mănăstirii Polovragi“, acuarelă [1938];
-„Bucătăria de la țară“, acuarelă [1943];
-„Plopii de lângă pod, la Rășinari“, acuarelă [1921];
-„Iazul morii de la Oești“, ulei [1943];
-„Casă veche din Rășinari“, acuarelă [1951]; 
-„Poartă veche din Rășinari“, acuarelă [1921];
-„Conacul Goleștilor din Golești“, acuarelă [1890];
-„Conacul Belvedere din București în 1884“, ulei [1884];  
-„Interiorul casei pictorului Jean Steriade“, acuarelă [1918];
-„Podul din Cambrolles", acuarelă [1908];
-„Tinerele cumetre bretone cosând“,ulei [1902];
-„Tânără bretonă sub dune“, ulei [1902].

## Aprecieri critice
Tablourile lui Nicolae Grant, expuse în expoziții naționale și internaționale au atras atenția atât publicului, cât și criticilor de artă.
Astfel, Olimp Grigore ioan, critic de artă, îl percepe pe Nicolae grant „ca fiind artistul cel mai conștiincios, cel mai tenace, și, de asemenea, cel mai sincer cu sine însuși”, iar „interioarele sale de cea mai strălucitoare bogăție, nu rămân simple documente; ele trăiesc într-o atmosferă care, cu tot caracterul său de strictă intimitate, palpită cu o intensitate de căldură vibrantă”.  
Victor Bilciurescu, eseist și apropiat al artistului plastic câmpulungean, aprecia că „interioarele pictorului Nicolae Grant redau o caldă atmosferă pur românească și aceeași minunată îmbiere de tonuri, de umbre și de lumini, care incontestabil alcătuiesc laolaltă o adevărată comoară de artă.”
Relevând contribuția lui Nicolae Grant la opera de îmbogățire a patrimoniului artistic național, istoricul și criticul de artă Georgescu-Rachitiveanu, în 1927, observa cu obiectivitate: „Nu putem tăgădui domnului Grant însușiri alese, dar menirea sa era, poate, pictura în ulei. Are gustul lucrurilor prețioase, al armoniilor bogate și distinse la care adaugă o rară măiestrie în redarea calităților fiecărei materii”.    

## Afilieri
Societatea Tinerimea artistică, fondată în 1901.